# Krušnohorská hornatina
Krušnohorská hornatina je geomorfologická oblast rozkládající se na pomezí severozápadních Čech, Saska, Bavorska a Durynska. Na východě v oblasti Šluknovského výběžku navazuje na Krkonošskou oblast Sudet, na jihozápadě sousedí s Českoleskou oblastí Šumavské subprovincie. Na jihovýchodě a jihu přechází v nižší oblasti Krušnohorské subprovincie: Podkrušnohorskou oblast a Karlovarskou vrchovinu.
Severní, severozápadní a západní hranice leží na území Německa. Je obtížné říci, které německé celky spadají pod Krušnohorskou hornatinu, vzhledem k tomu, že v Německu se používá odlišná hierarchie fyzickogeografického členění. Na severu a severozápadě leží Erzgebirgsvorland (Krušnohorské podhůří) a Vogtland (Fojtsko), které geologicky zapadají do Krušnohorské subprovincie, jejich nižší nadmořská výška však neodpovídá Krušnohorské hornatině. Německé členění řadí Erzgebirgsvorland dokonce už pod Severoněmeckou nížinu, Vogtland však přiřazuje k „Mittelgebirge“, potažmo k České vysočině. Německý přírodní region Östliche Mittelgebirge pokračuje k západu hornatinou Thüringisch-Fränkisches Mittelgebirge (Durynsko-franské středohoří) na pomezí Saska, Durynska a Bavorska. Tato hornatina přímo navazuje na Smrčiny a může být považována za prodloužení Krušnohorské hornatiny. Zahrnuje zejména Frankenwald (Franský les) a Thüringer Wald (Durynský les). Nejzápadnější výspou tohoto regionu je Thüringer Becken mit Randplatten (Durynská pánev s okrajovými deskami), kterou opět nelze považovat za součást hornatiny. Václav Král už ji ani neřadí pod Českou vysočinu, nýbrž pod Středoněmecké hornatiny a kotliny.

## Členění
Krušnohorská hornatina se dělí na následující celky:
- Děčínská vrchovina (Elbsandsteingebirge)

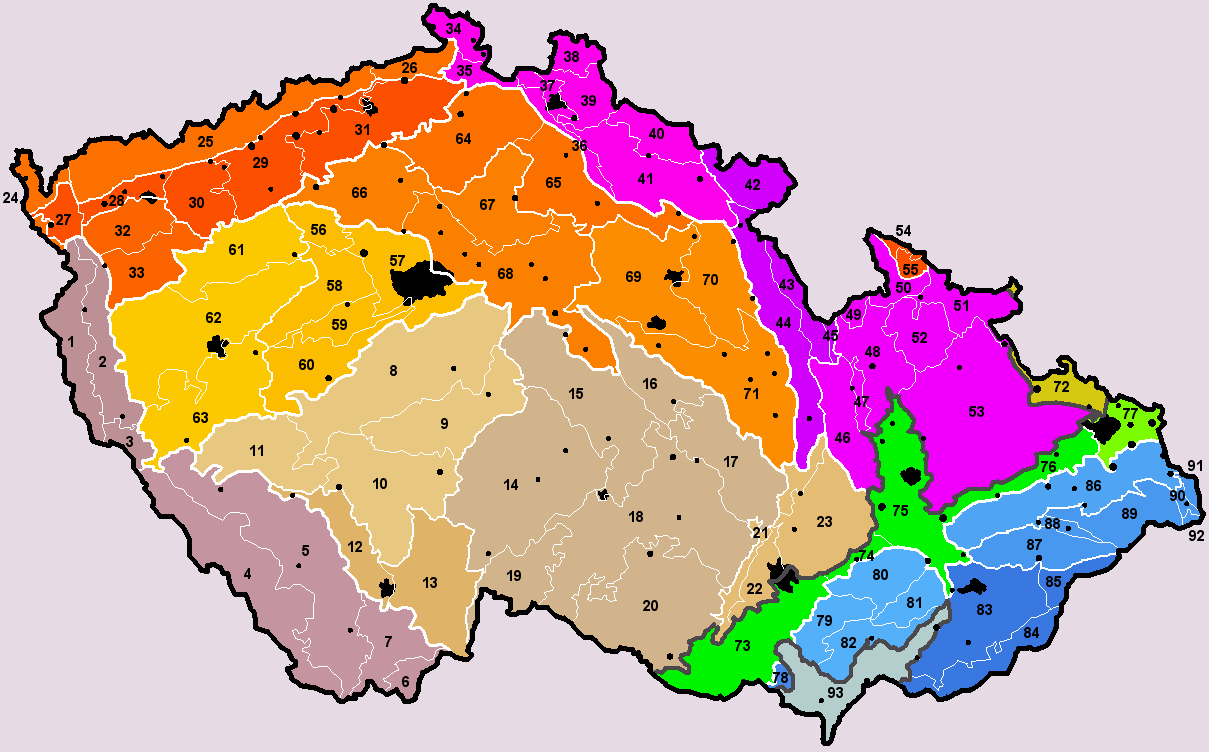
Geomorfologické členění Česka

- Krušné hory (Erzgebirge)
- Smrčiny (Fichtelgebirge)